# Айрапетян, Сос Дереникович
Сос Дерени́кович Айрапетя́н (арм. Սոս Հայրապետյան, род. 12 сентября 1959, Ереван, Армянская ССР, СССР) — советский хоккеист (хоккей на траве), защитник. Бронзовый призёр летних Олимпийских игр 1980 года.

## Биография
Сос Айрапетян родился 12 сентября 1959 года в Ереване.
Первым увлечением Соса Айрапетяна был футбол, а к серьёзным занятиям хоккеем на траве он приступил лишь в 1976 году. Уже через несколько лет он вырос в одного из ведущих советских хоккеистов своего амплуа. Начинал спортивную карьеру в 1978 году в СКА из Свердловска. В 1978 и 1979 годах в составе этой команды он дважды выигрывал серебряные медали чемпионата СССР, а в 1980 году впервые стал чемпионом СССР. С 1981 по 1987 год выступал за клуб «Динамо» из Алма-Аты. В эти годы он семь раз становился чемпионом СССР (1981—1987), четыре раза — обладателем Кубка СССР (1982—1983, 1986—1987), дважды — обладателем Кубка европейских чемпионов (1982—1983). В 1981—1986 годах пять раз входил в число 22 лучших хоккеистов сезона в СССР. В 1983 году в составе сборной Казахской ССР стал победителем хоккейного турнира летней Спартакиады народов СССР.
С 1988 по 1992 год был игроком «Раздана».
В 1978—1991 годах Сос Айрапетян входил в состав сборной СССР по хоккею на траве. В эти годы она добилась наибольших успехов в свой истории.
В 1980 году вошёл в состав сборной СССР по хоккею на траве на летних Олимпийских играх в Москве и завоевал бронзовую медаль. Играл на позиции защитника, провёл 5 матчей, мячей не забивал.
В 1981 году стал обладателем Межконтинентального кубка, а в 1983 году завоевал серебряную медаль чемпионата Европы: советская сборная лишь в серии послематчевых пенальти проиграла в финале. Впоследствии тренер сборной СССР Эдуард Айрих отмечал уверенную игру линии защиты своей команды, особо выделяя безошибочные действия Фарида Зигангирова и Соса Айрапетяна в течение всего этого турнира. В 1984 году из-за решения советского политического руководства бойкотировать Олимпийские игры в Лос-Анджелесе сборная СССР не смогла выступить в этих соревнованиях, но стала победительницей турнира «Дружба-84», за что всем игрокам команды, включая Айрапетяна было присвоено звание заслуженного мастера спорта СССР.
В 1988 году вошёл в состав сборной СССР по хоккею на траве на летних Олимпийских играх в Сеуле, занявшей 7-е место. Играл на позиции защитника, провёл 7 матчей, мячей не забивал.
В 1992 году вошёл в состав сборной Объединённой команды по хоккею на траве на летних Олимпийских играх в Барселоне, занявшей 11-е место. Играл на позиции защитника, провёл 5 матчей, мячей не забивал.
В 1992 году Сос Айрапетян переехал в немецкий город Гамбург и в 1992—2004 годах выступал за местную хоккейную команду «Уленхорстер». В 2004 году после завоевания этим клубом серебряных медалей чемпионата Германии перешёл на тренерскую работу. Он также помогает в тренировочном процессе своему сыну, игроку сборной Армении по футболу Левону Айрапетяну.